# 정재상 (축구 선수)
정재상(2004년 5월 25일~)은 대한민국의 축구 선수이다.

## 어린 시절
전라남도 영광군 출신인 그는 영광초등학교(영광FC U-12)에서 축구를 시작해 광주북성중학교, 천안제일고를 거쳐 평택진위고(평택 진위 FC) 소속으로 4관왕 달성에 기여했다.
단국대학교에서는 제59회 춘계대학축구연맹전에서 도움상을 기록하며, 단국대의 대회 첫 우승에 기여했다.

## 구단 경력
2024 시즌을 앞두고 K리그1의 대구 FC에 입단했다.